# Beholder 2
Beholder 2 — відеогра, розроблена російською студією Warm Lamp Games і видана Alawar Entertainment. Випущена на Windows, Linux, MacOS 5 грудня 2018 року, на iOS 16 липня 2019 року, на Android 15 серпня 2019 року, на Nintendo Switch 16 серпня 2019 року, на PlayStation 4 22 жовтня 2019 року, на Xbox One 9 квітня 2020 року.
Гра є непрямим продовженням Beholder, але дії відбуваються в тому ж вигаданому світі.

## Сюжет
Еван Редгрейв, головний герой гри яким керує гравець, отримує лист від Джеймса Каннінґема з повідомленням про смерть батька, який впав із останнього поверху міністерства, і приїжджає до столиці держави — місто Хельмер, з метою з'ясувати що сталося і хто винен. 
Еван за допомогою друзів батька влаштовується на роботу в міністерство, і таємно починає розслідування. Почавши роботу на першому поверсі йому належить піднятися на останній, і не тільки відкрити правду, але і вплинути на долю країни.